# Henri Moser
Pour les articles homonymes, voir Moser.
Henri Moser (en allemand : Georg Heinrich Moser-Charlottenfels), né le 13 mai 1844 à Saint-Pétersbourg et mort le 15 juillet 1923 à Vevey, est un diplomate, orientaliste, explorateur, collectionneur d'art et écrivain suisse.

## Biographie
Fils de l'industriel Heinrich Moser (de), Henri Moser effectue à partir de 1868 plusieurs longs séjours en Asie centrale où il accumulera des objets d'art et des armes provenant de cette région. En 1876, il organise à Schaffhouse la première exposition de sa collection, qu'il présentera ensuite dans plusieurs villes de Suisse et du reste de l'Europe, dont Stuttgart (1888) et Paris (1891 et 1893). En 1890, Henri Moser entame une carrière de diplomate pour le compte de l'Autriche-Hongrie et représentera les provinces de Bosnie et d'Herzégovine à Paris de 1892 à 1904. En 1914, il fait don de sa collection orientale au Musée historique de Berne ; la même année, il est nommé Docteur honoris causa de l'université de Berne et citoyen d'honneur de la ville de Berne.
Il est l'auteur de deux récits de voyages : À travers l'Asie Centrale (1885), et L'Orient inédit : à travers la Bosnie et l'Herzégovine (1895).

## Publications sélectives
- À travers l'Asie Centrale : la steppe kirghize, le Turkestan russe, Boukhara, Khiva, le pays des Turcomans et la Perse, impressions de voyage, E. Plon, Nourrit & Cie, Paris, 1885.
- L'irrigation en Asie centrale : étude géographique et économique, Société d'éditions scientifiques, Paris, 1894.
- L'Orient inédit : à travers la Bosnie et l'Herzégovine, Compagnie Internationale des Wagons-Lits (et des Grands Express Européens), Paris, 1895.
- La Bosnie-Herzégovine au seuil du XXe siècle, E. Curzon & Company, 1895.